# Велико Финландско княжество
Великото княжество Финландия (на фински: Suomen suuriruhtinaskunta; на шведски: Storfurstendömet Finland; на руски: Великое княжество Финляндское) е княжество, предшественик на съвременна Финландия. 
Заема територията на съвременна Финландия и части от Карелския провлак и Северна Ладога (днес Ленинградска област и Република Карелия). Страната съществува като автономно генерал-губернаторство на Руската империя (1809 – 1917) и Руската република (1917). В периода (1809 – 1812 г.) столица на провинцията е град Або, наричан и Турку. На 12 април 1812 г. император Александър I го замества в тази роля с  Хелзинки. Като част от Руската империя двата града остават предимно шведски.
В княжеството е използван Григорианският календар, така че официалните документи на Руската империя, отнасящи се до него са с 2 дати (според Григорианския и според Юлианския календар). То има и свой парламент, както и собствени армия и валута и поради широката му автономия част от историците приемат, че е било отделна държава, свързана с Русия само чрез общия монарх, докато други не са съгласни с това, поради липса на правно оформяне на автономията.